# George Eliot
Mary Anne Evans (Nuneaton, 22 november 1819 – Londen, 22 december 1880), bekend onder haar pseudoniem George Eliot, was een Engelse schrijfster en dichteres. Ze was ook journalist en vertaler. Ze wordt gerekend tot de belangrijkste schrijvers van het victoriaanse tijdperk.
Evans schreef zeven romans: Adam Bede (1859), The Mill on the Floss (1860), Silas Marner (1861), Romola (1862–1863), Felix Holt, the Radical (1866), Middlemarch (1871–1872) en Daniel Deronda (1876). Haar romans staan bekend om hun realisme, psychologische diepgang en scherpe karakterontleding. Net als haar tijdgenoten Charles Dickens en Thomas Hardy lag haar achtergrond in het provinciale Engeland (de landelijke Midlands). Veel van haar werken zijn hier gesitueerd.

## Levensloop

### Jeugd
Mary Anne Evans werd geboren op het landgoed Arbury Hall, waar haar vader rentmeester was. Ze verwerkte veel jeugdherinneringen in haar boeken, vooral in The Mill on the Floss.
Ze ging eerst naar school in Nuneaton en daarna tussen haar dertiende en zestiende naar een kostschool in Coventry. In Nuneaton raakte ze bevriend met haar onderwijzeres Maria Lewis, een evangelische christen, met wie ze nog jaren bleef corresponderen. Naast haar schoolopleiding las ze veel. Ze had toegang tot de bibliotheek van Arbury Hall, waar ze kennismaakte met de klassieke Griekse schrijvers.
In 1836, toen Mary Anne zestien was, overleed haar moeder. Haar vader haalde haar van school om voor het huishouden te zorgen. Ze ging zich nu Mary Ann Evans noemen.

### In Coventry
In 1841 trouwde Mary Anns broer Isaac. Het echtpaar nam het ouderlijk huis over en Mary Ann verhuisde met haar vader naar Foleshill, een voorstad van Coventry. Daar leerde ze de rijke fabrikant en filantroop Charles Bray en zijn echtgenote Cara kennen, die een kring intellectuelen om zich heen hadden verzameld. Onder hen waren Robert Owen, Herbert Spencer en Harriet Martineau. Door het contact met deze vrijdenkers verloor zij haar geloof, dat toch al aan het wankelen was.
In januari 1842 trok ze daaruit de consequentie: ze weigerde nog langer met haar vader naar de (anglicaanse) kerk te gaan. Na een paar maanden ruzie ging ze toch weer mee, en ze hield dat vol tot de dood van haar vader in 1849. Haar verzet tegen de kerkgang maakte een eind aan de vriendschap met Maria Lewis.
Na de dood van haar vader maakte ze met Charles en Cara Bray een reis naar Zwitserland. Aansluitend verbleef ze een tijdlang in haar eentje in Genève.
Dankzij de kring rond de Brays had Mary Ann ook kennisgemaakt met schrijvers die sceptisch stonden tegenover het christendom. In 1846 vertaalde ze Das Leben Jesu, kritisch bearbeitet van David Friedrich Strauss in het Engels. Later, in 1854, vertaalde ze ook Das Wesen des Christentums van Ludwig Feuerbach.

### In Londen
Na haar terugkeer uit Genève trok ze in bij de uitgever John Chapman, die haar vertaling van Strauss had uitgegeven. Ze ging zich nu Marian Evans noemen. Toen Chapman in 1851 het kwartaalblad The Westminster Review kocht, werd zij zijn assistent-uitgever. In feite deed zij al het werk: auteurs aanwerven, hun bijdragen redigeren en de productie van het blad begeleiden. Ze schreef ook zelf artikelen voor het blad.
Chapman onderhield een ménage à trois met zijn vrouw en een maîtresse. Toen beide vrouwen Marian gingen verdenken van een relatie met Chapman, moest zij verhuizen. Daarna werd ze hevig verliefd op Herbert Spencer, die haar liefde niet beantwoordde.
In 1851 leerde ze de schrijver en filosoof George Henry Lewes kennen, die ook bijdroeg aan de Westminster Review. Eind 1853 kregen ze een relatie.

### Leven met Lewes

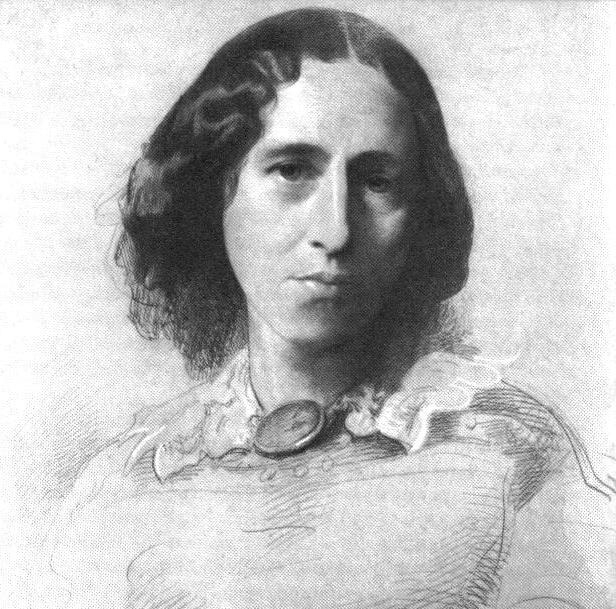
Portret van George Eliot door Samuel Laurence, ca. 1860

George Henry Lewes was getrouwd en had drie zoons, Charles, Thornton en Herbert. Zijn vrouw, Agnes Jervis, had echter ook vier kinderen van Thornton Leigh Hunt, een collega-publicist van Lewes. Omdat Lewes de eerste twee kinderen van Agnes met Hunt had erkend, was hij volgens de toenmalige wetgeving medeschuldig aan overspel; om die reden kon hij niet scheiden.
In 1854 besloten Evans en Lewes te gaan samenleven. Als ‘huwelijksreis’ fungeerde een reis naar Weimar en Berlijn. Vanaf dat moment beschouwden ze zich als getrouwd. Ze noemde zich Marian Evans Lewes en sprak over Lewes als haar ‘echtgenoot’. Voor Lewes’ drie zoons was ze een tweede moeder. In 1869 verpleegde ze Thornie (Thornton) Lewes tijdens de laatste maanden van zijn leven, toen hij aan tuberculose leed.
De buitenwereld had grote moeite met een paar dat openlijk ongetrouwd samenwoonde. De eerste jaren werden Evans en Lewes gemeden. Marians familie verbrak alle contacten met haar, ook haar broer Isaac. De verwijdering tussen een broer en een zus is een belangrijk thema in The Mill on the Floss uit 1860. Pas geleidelijk bouwde het paar een nieuwe vriendenkring op, waarbij het feit dat Marian onder de naam George Eliot een succesvolle carrière als romanschrijfster opbouwde, natuurlijk wel een rol speelde.
Het paar maakte vele reizen. Ze gingen enkele malen terug naar Duitsland en bezochten onder andere ook Wales, Italië, Zwitserland, Frankrijk en Spanje.

### De eerste fictie
In 1856 begon Marian op aanraden van Lewes fictie te schrijven. Lewes gaf haar eerste verhaal, ‘The Sad Fortunes of the Reverend Amos Barton’, aan John Blackwood, de eigenaar van het uitgevershuis William Blackwood & Sons. Die was bereid het verhaal in afleveringen te publiceren in zijn maandblad Blackwood's Edinburgh Magazine. De eerste aflevering verscheen in januari 1857. In de loop van dat jaar volgden nog twee verhalen: ‘Mr Gilfil's Love Story’ en ‘Janet’s Repentance’. Blackwood dacht in eerste instantie dat Lewes de verhalen kreeg van een bevriende dominee en kwam pas na enige tijd achter de ware identiteit van de auteur.
De verhalen waren anoniem verschenen. Toen Blackwood ze in 1858 in boekvorm wilde uitgeven onder de titel Scenes of Clerical Life, koos Marian het pseudoniem George Eliot. Ze nam een mannelijk pseudoniem aan om, naar eigen zeggen, te verzekeren dat haar werk serieus genomen zou worden. Vrouwelijke auteurs werden in die tijd wel gepubliceerd onder hun eigen naam, maar Eliot wilde ontsnappen aan het stereotype van vrouwen die alleen oppervlakkige romans konden schrijven. In een essay in de Westminster Review van oktober 1856, ‘Silly Novels by Lady Novelists’, zette zij zich af tegen dit genre. Een mogelijk bijkomende reden was dat ze wilde voorkomen dat het publiek zijn mening over haar verhalen zou laten beïnvloeden door zijn mening over haar privéleven.
Marian stopte na drie verhalen, vooral omdat John Blackwood er niet enthousiast over was. Hij vond ze te somber. Ze begon nu aan een roman, Adam Bede. Blackwood publiceerde de roman in 1859, niet in afleveringen in zijn tijdschrift, maar direct als boek, weer onder de naam George Eliot en, zoals gebruikelijk bij een victoriaanse roman als ‘three-decker’, dus in drie delen.
Het boek werd een groot succes. In juni 1861, anderhalf jaar na de publicatie, waren al meer dan 15.000 exemplaren verkocht. Bij het publiek groeide ook de nieuwsgierigheid naar de persoon die achter het pseudoniem George Eliot schuilging. Een aanzwellend gerucht wilde dat een zekere Joseph Liggins (1806?-1872), net als Marian afkomstig uit Nuneaton, George Eliot was. Liggins deed niets om dat gerucht te ontzenuwen. Op een gegeven moment zag George Eliot zich gedwongen haar ware identiteit prijs te geven. Het had geen gevolgen voor haar populariteit. Haar tweede roman, The Mill on the Floss van 1860, verkocht bijna even goed als haar eerste.

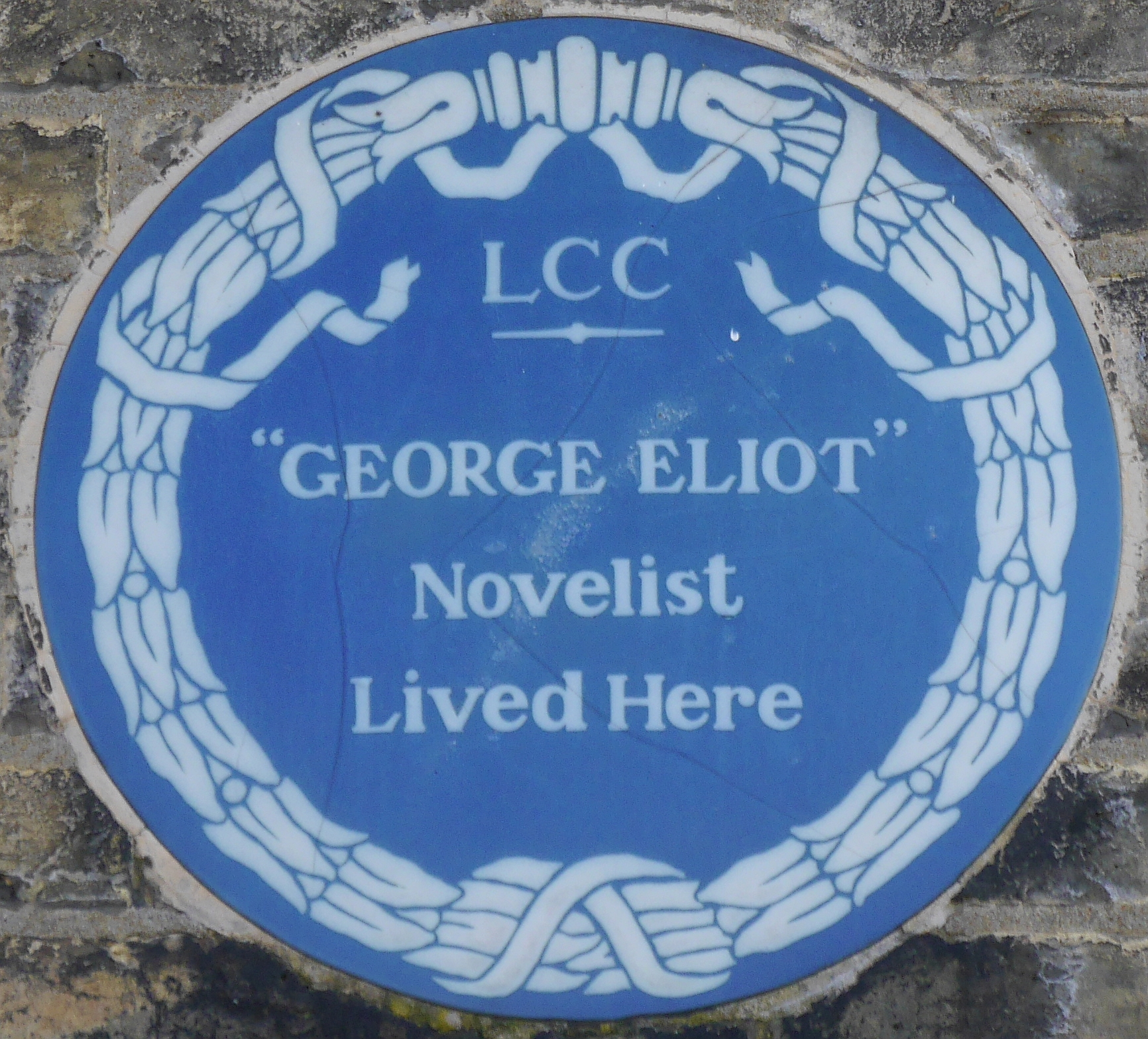
Gedenkplaat op Holly Lodge

In 1859 verhuisden George en Marian Lewes naar een huis met de naam Holly Lodge aan de Wimbledon Park Road in de borough Wandsworth (Zuid-Londen).

### Romola
Kort voor de verschijning van The Mill on the Floss in 1860 vertrokken Marian en Lewes voor een reis naar Rome, Venetië en Florence. In Florence kwam ze op het idee een historische roman te schrijven over Girolamo Savonarola. De volgende twee jaar besteedde ze aan onderzoek naar Savonarola en het Florence van de vijftiende eeuw. Ze onderbrak haar onderzoekswerk alleen voor het schrijven van haar derde roman Silas Marner, tussen november 1860 en maart 1861. Toen dat boek af was, bracht zij met Lewes een tweede bezoek aan Florence.
Het resultaat van haar onderzoek was Romola, haar enige historische roman, haar enige roman die niet bij William Blackwood & Sons, maar bij Smith, Elder & Co. is uitgegeven, en ook haar enige roman die in afleveringen werd gepubliceerd in een tijdschrift (het Cornhill Magazine) voor hij in 1863 in boekvorm verscheen.
In termen van verkoopcijfers was Romola een mislukking. Het Cornhill Magazine verkocht niet beter dankzij de publicatie van de roman en het boek liep ook niet. Na alle inspanning die ze in het boek had gestoken, was de schrijfster zwaar teleurgesteld. Terugkijkend op de roman schreef ze: ‘I began Romola a young woman – I finished it an old woman’ (‘Ik begon Romola als jonge vrouw – ik maakte het af als oude vrouw’).
In het jaar dat Romola verscheen, verhuisden Marian en Lewes naar een ander huis binnen Londen: The Priory in Regent’s Park. Ze bleven er wonen tot in 1877.

### Terug naar Blackwood

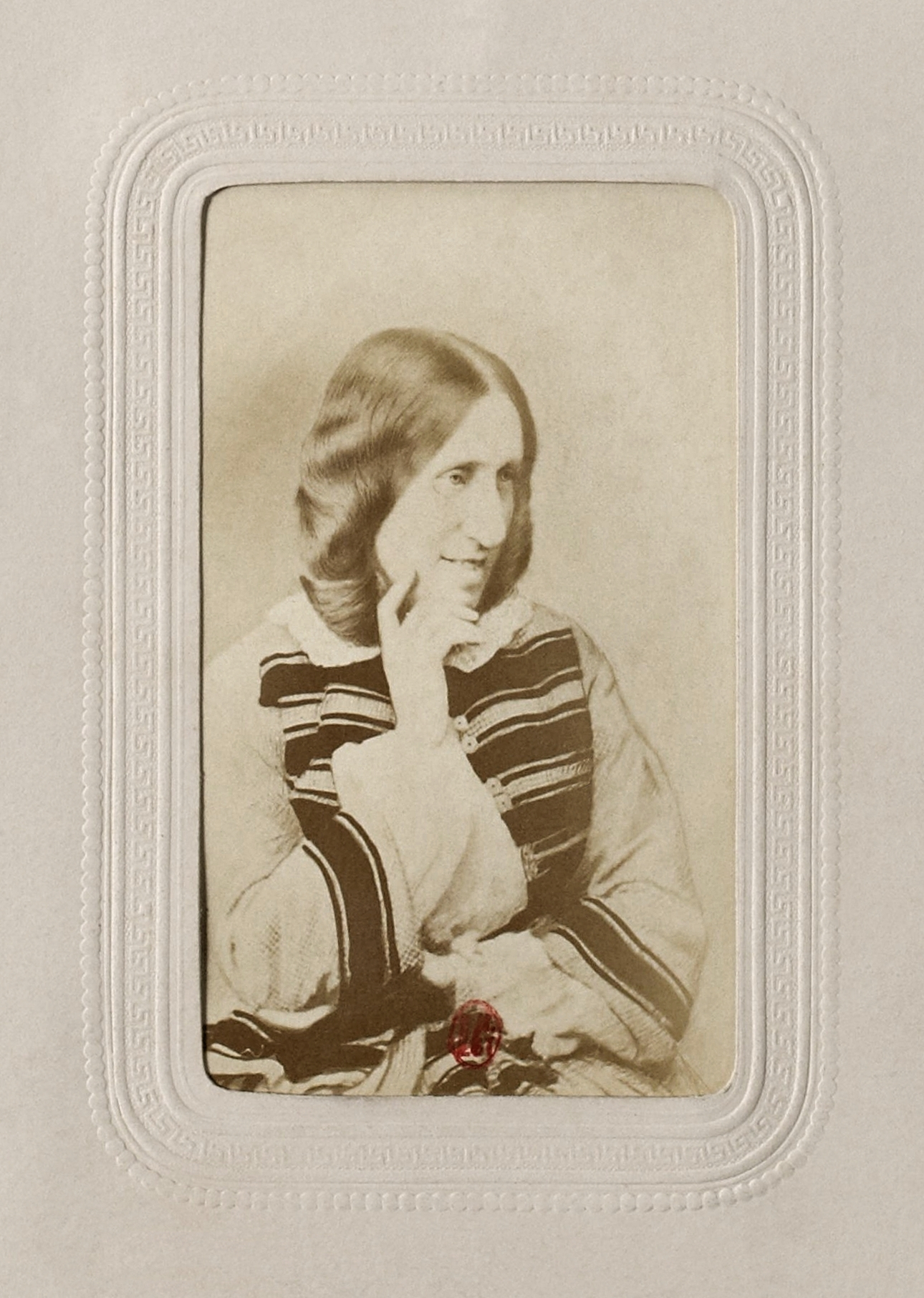
Foto van George Eliot, ca. 1865

Alle volgende boeken van George Eliot werden weer gepubliceerd door William Blackwood & Sons. Met haar vijfde roman, Felix Holt, the Radical (1866), die net als haar eerste drie romans in de Engelse Midlands speelde, won ze een deel van het lezerspubliek terug dat ze met Romola was kwijtgeraakt.
Haar volgende boek was een episch gedicht in blank vers, The Spanish Gypsy (1868). In zijn tijd was het gedicht populair, maar het wordt nu nauwelijks meer gelezen. In 1874 volgde nog een gedichtenbundel The Legend of Jubal and Other Poems.
In de jaren 1871 en 1872 publiceerde John Blackwood het boek dat de meeste critici als haar beste werk beschouwen: Middlemarch. Het boek verscheen eerst in acht afleveringen met tussenpozen van twee maanden en daarna in vier delen (in plaats van de gebruikelijke drie).
In 1876 publiceerde Blackwood Eliots zevende en laatste roman Daniel Deronda op dezelfde manier, alleen werden de afleveringen nu met tussenpozen van één maand gepubliceerd. Het boek is deels het product van Eliots toenemende belangstelling voor het jodendom. De hoofdpersoon wordt op het eind van het boek gegrepen door het ideaal van een eigen staat voor het Joodse volk.
Middlemarch verkocht goed; Daniel Deronda ook, maar werd minder gewaardeerd. Het deel van het boek dat over het jodendom gaat, sprak maar weinigen aan.
Marian en Lewes waren inmiddels geheel geaccepteerd en hadden een uitgebreide vriendenkring opgebouwd. In 1877 werden ze ontvangen door prinses Louise, een dochter van koningin Victoria. Victoria was zelf een groot bewonderaarster van de romans van George Eliot.
Marian en Lewes kampten echter allebei met een slechte gezondheid. In 1877 verhuisden ze naar The Heights, een landhuis in het dorpje Witley in Surrey in de hoop dat hun gezondheid daardoor zou verbeteren.

### Na de dood van Lewes
Op 30 november 1878 overleed George Henry Lewes aan maagkanker. Kort na zijn dood publiceerde Blackwood George Eliots laatste boek, de essaybundel Impressions of Theophrastus Such. Daarna wijdde ze zich aan Lewes’ filosofische hoofdwerk The Problems of Life and Mind, dat onvoltooid was toen hij overleed. George Eliot maakte het deel af waar hij aan bezig was.
Op 6 mei 1880 trouwde ze met de Amerikaanse bankier John Cross, die twintig jaar jonger was dan zij. Op 16 juni 1880, tijdens hun huwelijksreis in Venetië, sprong of viel hij van het balkon van hun hotelkamer in het Canal Grande en moest hij gered worden door gondeliers. Na haar huwelijk verzoende Marians broer Isaac zich met haar. Ze gingen weer corresponderen.

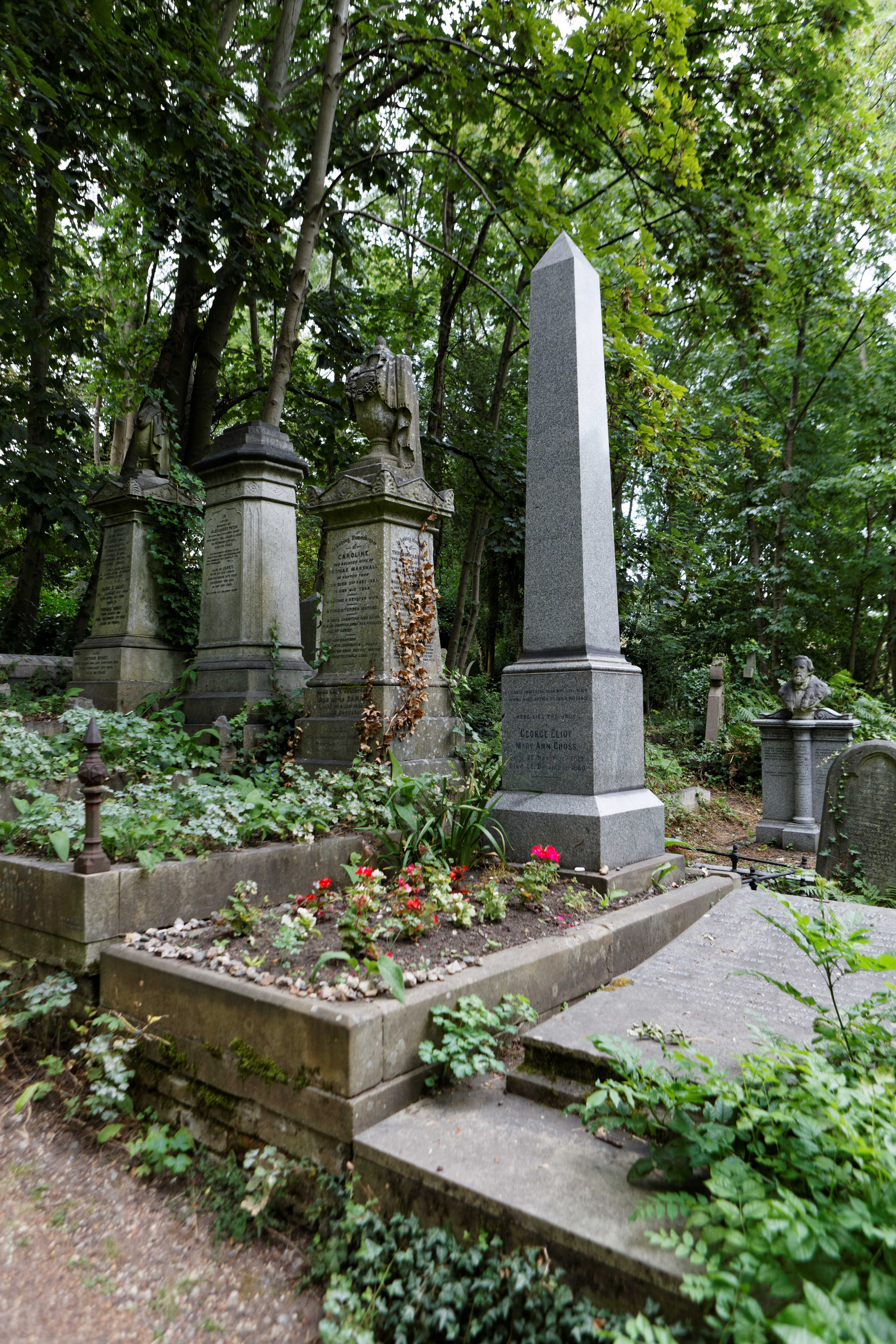
Het graf van George Eliot op Highgate Cemetery

Eliot overleed nog in hetzelfde jaar in Londen aan nierfalen. Ze ligt begraven op Highgate Cemetery in Londen, naast Lewes. Isaac kwam naar haar begrafenis. Na haar dood schreef haar weduwnaar Cross haar eerste biografie, die in 1885 verscheen.

## Werk
Eliots stijl is typisch victoriaans, met lange zinnen en uitvoerige beschrijvingen van situaties en landschappen, maar kenmerkt zich door een vlijmscherp psychologisch inzicht. Met name Middlemarch, Daniel Deronda en The Mill on the Floss worden gerekend tot de absolute hoogtepunten van de 19e-eeuwse victoriaanse literatuur.
De schrijfster neemt de tijd om haar verhaal op te zetten. Als voorbeeld de eerste regels van The Mill on the Floss:
A wide plain, where the broadening Floss hurries on between its green banks to the sea, and the loving tide, rushing to meet it, checks its passage with an impetuous embrace. On this mighty tide the black ships – laden with the fresh-scented fir-planks, with rounded sacks of oil-bearing seed, or with the dark glitter of coal – are borne along to the town of St. Ogg's, which shows its aged, fluted red roofs and the broad gables of its wharves between the low wooded hill and the river-brink, tingeing the water with a soft purple hue under the transient glance of this February sun. Far away on each hand stretch the rich pastures, and the patches of dark earth made ready for the seed of broad-leaved green crops, or touched already with the tint of the tender-bladed autumn-sown corn. There is a remnant still of last year's golden clusters of bee-hive ricks rising at intervals beyond the hedgerows; and everywhere the hedgerows are studded with trees; the distant ships seem to be lifting their masts and stretching their red-brown sails close among the branches of the spreading ash. Just by the red-roofed town the tributary Ripple flows with a lively current into the Floss. How lovely the little river is, with its dark changing wavelets! It seems to me like a living companion while I wander along the bank, and listen to its low, placid voice, as to the voice of one who is deaf and loving. I remember those large dipping willows. I remember the stone bridge.
(Een brede vlakte, waar de breder wordende Floss zich tussen zijn groene oevers naar de zee haast, en de liefdevolle tijstroom, uitkijkend naar de ontmoeting, hem onderschept met een onstuimige omhelzing. Op deze machtige tijstroom drijven de zwarte schepen – beladen met geurige planken uit de zilverspar, met ronde zakken vol oliehoudend zaad, of met de donkere glans van kolen – naar de stad St. Ogg's, die haar oude, rode gebogen daken en de brede gevels van haar kaden laat zien tussen de lage beboste heuvel en de rivieroever, die het water een zachte purperen glans verlenen onder het onzekere licht van deze februarizon. Naar beide kanten strekken grazige weilanden en stukken zwarte aarde, in gereedheid gebracht voor het zaad dat een rijke groene oogst moet voortbrengen, of al met de lichte tint van de sprietjes van koren dat in de herfst gezaaid is, zich ver uit. Er zijn nog sporen te zien van de hooischelven van vorig jaar op gelijke afstanden achter de hagen; en overal staan bomen tussen de hagen; de verre schepen lijken hun masten op te steken en hun roodbruine zeilen te spreiden midden tussen de breed uitgegroeide takken van de es. Precies bij de rode daken van de stad loost de zijrivier de Ripple zijn levendige stroom in de Floss. Hoe liefelijk is de kleine rivier met haar donkere, steeds veranderende golfjes! Voor mij is ze net een levende metgezel als ik langs de oever dwaal en luister naar haar lage, kalme stem, als naar de stem van iemand die doof en vol liefde is. Ik herinner mij die grote treurwilgen. Ik herinner mij de stenen brug.)
Vooral Middlemarch figureert regelmatig op lijsten van de beste boeken aller tijden. Het staat bijvoorbeeld op 1 in de lijst van de honderd beste Britse romans op de website van de BBC.
George Eliot hield gedurende grote delen van haar leven een dagboek bij. De Cambridge University Press verzorgde in 1998 een complete uitgave. Ze onderhield ook een uitgebreide correspondentie. Haar brieven zijn in negen delen uitgegeven door de Yale University Press in New Haven (1954-1978).

## Trivia

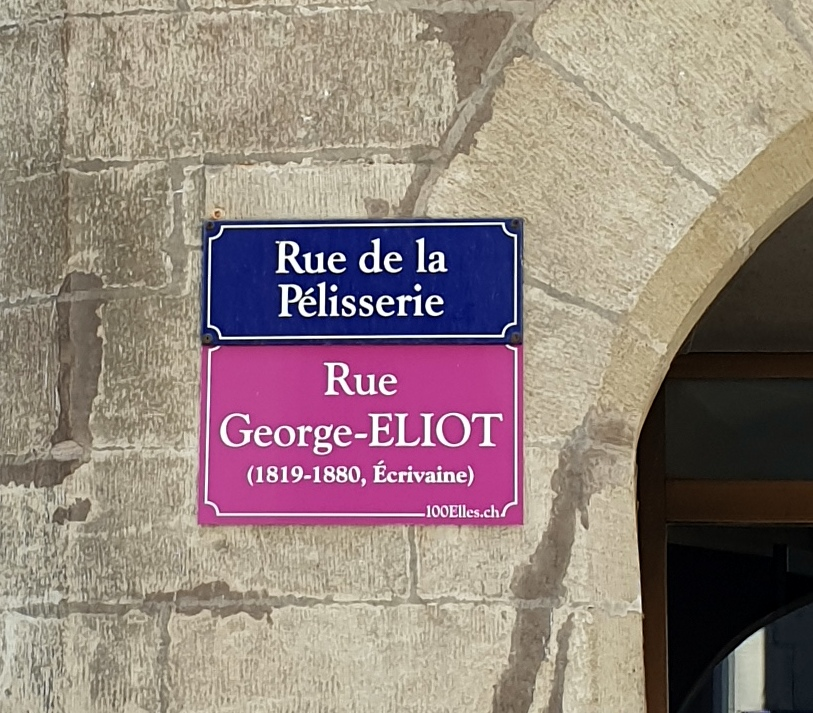
Alternatief straatnaambord van de actie 100Elles* in Genève, 2019.

- In 2019 werd in Genève door de actie 100Elles* een alternatief straatnaambord opgericht ter ere van George Eliot.

### Romans
- Adam Bede, 1859. Vertaald als: Adam Bede.[a][b][c] Haarlem, A.C. Kruseman, 1860
- The Mill on the Floss, 1860. Vertaald als: De molen van Dorlcote.[d] Amsterdam, P.N. van Kampen, 1861
- Silas Marner, 1861. Vertaald als: Silas Marner, de wever van Raveloe.[e] Amsterdam, P.N. van Kampen, 1861
- Romola, 1863. Vertaald als: Romola.[f][g][h] Haarlem, A.C. Kruseman, 1864
- Felix Holt, the Radical, 1866. Vertaald als: Felix Holt, de radikaal. Een verhaal.[i][j] Sneek, Van Druten & Bleeker, 1867
- Middlemarch, 1871–72. Vertaald als: Middelmarch. Een verhaal.[k][l][m][n] Sneek, Van Druten & Bleeker, 1872-1873
- Daniel Deronda, 1876. Vertaald als: Daniel Deronda.[o] Sneek, Van Druten & Bleeker, 1876

### Verhalen
- Scenes of Clerical Life, 1858. Vertaald als: Herders en schapen. Drie novellen.[p][q] Haarlem, Kruseman, 1861

1. The Sad Fortunes of the Rev. Amos Barton. Vertaald als: De wederwaardigheden van ds. Barton
2. Mr Gilfil's Love Story. Vertaald als: De hartsgeheimen van ds. Gilfil
3. Janet's Repentance. Vertaald als: De nalatenchap van ds. Tryan

- The Lifted Veil, 1859
- Brother Jacob, 1864
- Jan Spierdijk. Ontsluierd geheim. Een bundel verhalen uit het Victoriaanse tijdperk. Amsterdam, Wereldbibliotheek, 1950

### Poëzie
- The Spanish Gypsy (a dramatic poem), 1868
- Agatha, 1869
- Armgart, 1871
- Stradivarius, 1873
- The Legend of Jubal, 1874
- Arion, 1874
- A Minor Prophet, 1874
- A College Breakfast Party, 1879
- The Death of Moses, 1879
- From a London Drawing Room
- Count That Day Lost
- I Grant You Ample Leave

### Overig
- Three Months in Weimar, 1855
- Silly Novels by Lady Novelists, 1856
- The Natural History of German Life, 1856
- The Influence of Rationalism, 1865
- Impressions of Theophrastus Such, 1879. Vertaald als: Indrukken van Theophrastus Dinges.[r] Haarlem, Erven F. Bohn, 1879